# Jazmín Enrigue
Jazmín Enrigue Abundis (Guadalajara, Jalisco, México, 9 de mayo del 2000), conocida como Jazmín Enrigue, es una futbolista mexicana. Juega como defensa en Querétaro Fútbol Club de Primera División de México

## Clubes
| Club        | País   | Año          |
| ----------- | ------ | ------------ |
| Tigres UANL | México | 2017-"2020." |

## Palmarés

### Títulos nacionales
| Título          | Club        | País   | Año  |
| --------------- | ----------- | ------ | ---- |
| Liga MX Femenil | Tigres UANL | México | 2018 |
| Liga MX Femenil | Tigres UANL | México | 2019 |